# Pyrotrichus vitticollis
Pyrotrichus vitticollis är en skalbaggsart som beskrevs av Leconte 1862. Pyrotrichus vitticollis ingår i släktet Pyrotrichus och familjen långhorningar. Inga underarter finns listade i Catalogue of Life.